# Chincha-øerne
Chincha-øerne (spansk: Islas Chincha) er en peruansk øgruppe med tre øer, beliggende 21 km ud for kysten, nær Pisco. De var økonomisk interessante på grund af de store guanoaflejringer, men disse var stort set udtømte i 1874.
Den største af øerne, Isla Chincha Norte, er 1,3 kilometer lang og op til en kilometer bred, og er i sit højeste punkt 34 meter højt. Isla Chincha Centro er stort set samme størrelse, mens Isla Chincha Sur er omkring den halve størrelse af naboerne. Øerne er mestendels granit, med fuglefjelde på alle sider.
Øerne beboedes oprindeligt af chincha-folket, men kun få spor findes i dag. Peru begyndte guanoeksporten i 1840, men Spanien, som ikke havde anerkendt Perus uafhængighed, ønskede del i udbyttet og besatte øerne i april 1864, hvad der blev startskuddet til Chincha-krigen 1864-1866.

## Eksternt link
- Islas Chincha (1865 map)

13°38′S 76°24′V / 13.64°S 76.40°V